# Valais
El Valais (alemany: Wallis; francès: Valais; romanx: Vallais; francoprovençal: Valês; italià: Vallese) és un cantó situat al sud-oest de Suïssa, fronterer amb França i Itàlia. Es tracta d'un cantó sobirà dins la Confederació Helvètica des de 1815 que té com a capital la ciutat de Sion, Sitten en alemany. Altres ciutats importants són Martigny, Monthey, Sierre (Siders en alemany), Visp (Viège en francès) i Brig-Glis (Brigue en francès). Al cantó coexisteixen dues comunitats lingüístiques, una de parla francesa i l'altra de parla alemanya.
El cantó està dividit en dotze districtes i dos mig-districtes, que fan el tretzè. Aquests districtes estan representats a l'escut en forma d'estels, un per a cada districte.

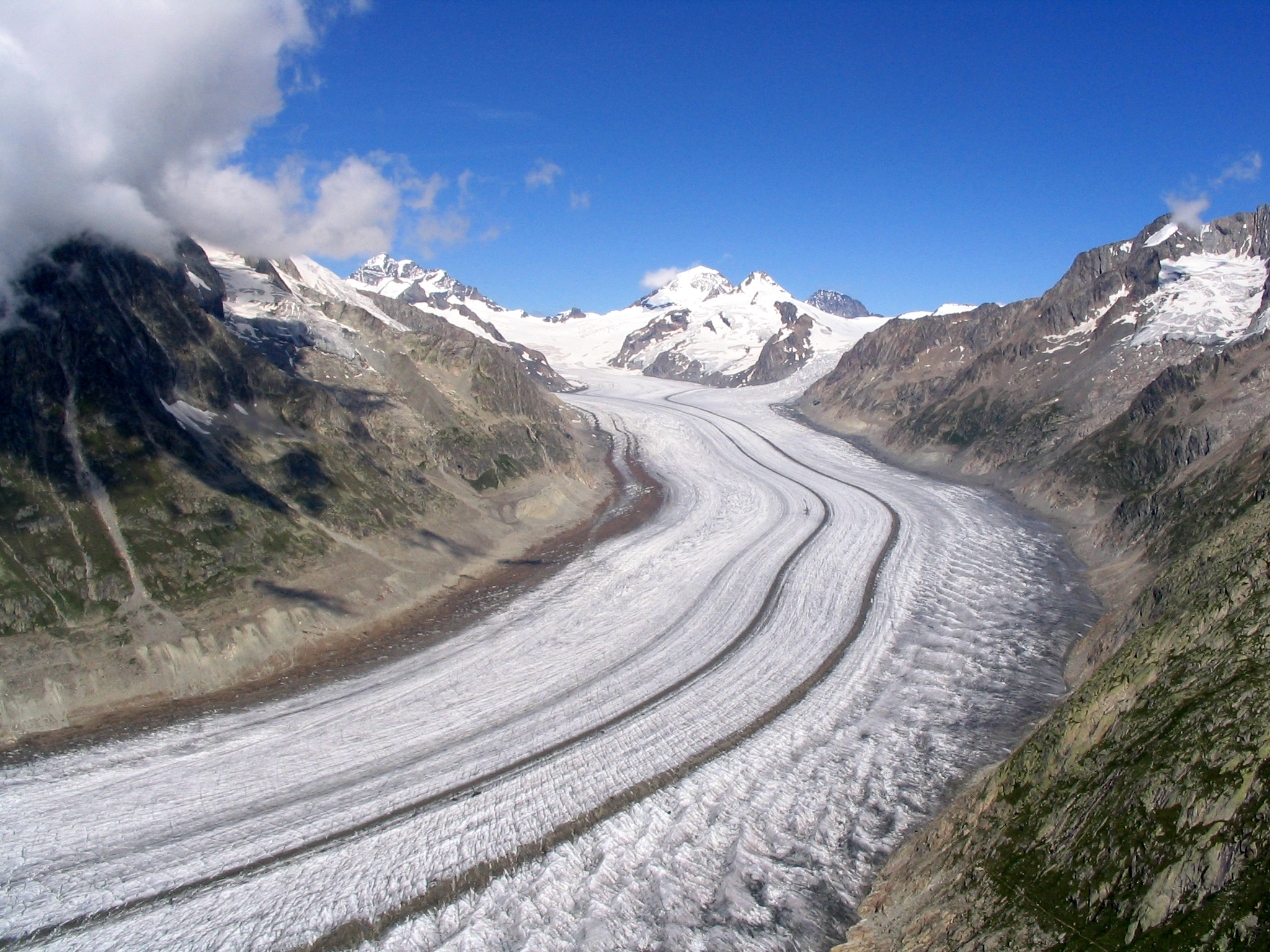
Part central de la glacera d'Aletsch.

El cantó té la glacera més extensa i llarga d'Europa: la glacera Aletsch que ha estat reconeguda com a patrimoni mundial de la Unesco. Té una longitud aproximada de 24 km i el gruix del gel arriba als 900 m. Les principals glaceres del Valais són la glacera d'Arolla, glacera de Corbassière, glacera d'Otemma, la glacera de Fiesch, la glacera de Moiry, Glacera Zmutt, glacera de l'Allalin, glacera del Giétro, glacera Gorner i glacera Rhône.

## Etimologia
El Valais correspon històricament a l'antiga « vall Penina » (Vallis Pœnina), nom que els romans van donar a la regió. Més endavant, al segle VI, serà designada amb la forma de pagus Vallensis (« país de la Vall ») o simplement Vallensis.
En francoprovençal o arpità, el cantó es diu lo Valês; el francoprovençal no té pronunciació de referència, així aquesta paraula pot ser marcada com [va.ˈlai(k)], [va.ˈlɛi(k)], [va.ˈliː(k)], [va.wi] o [vai].

## Història

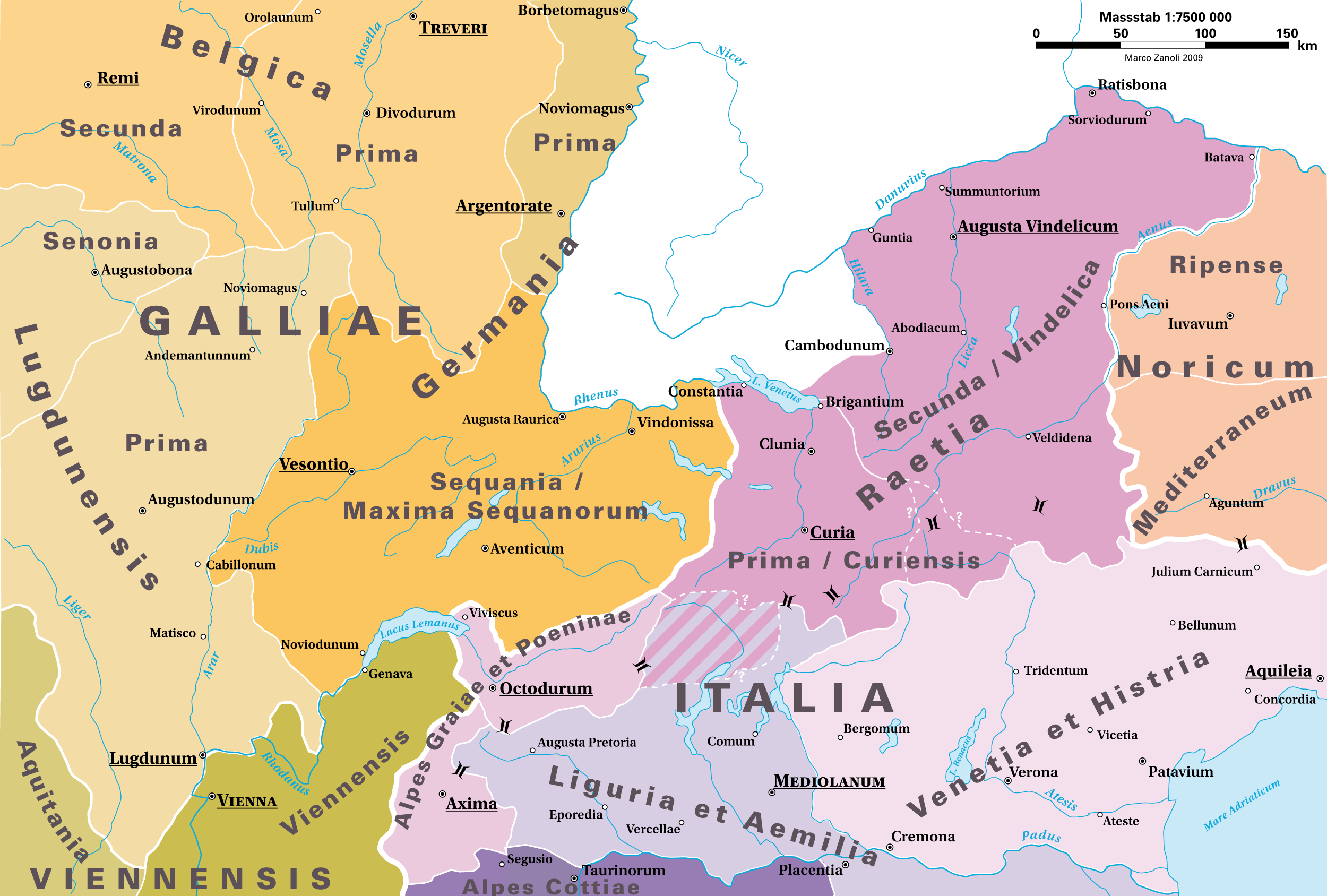
Partició dels alps occidentals entre les províncies de la Gàl·lia i d'Itàlia en el temps de l'imperi romà. El Cantó del Valais a la regió d'Itàlia romana dels Alps Gaiae i Poninae.

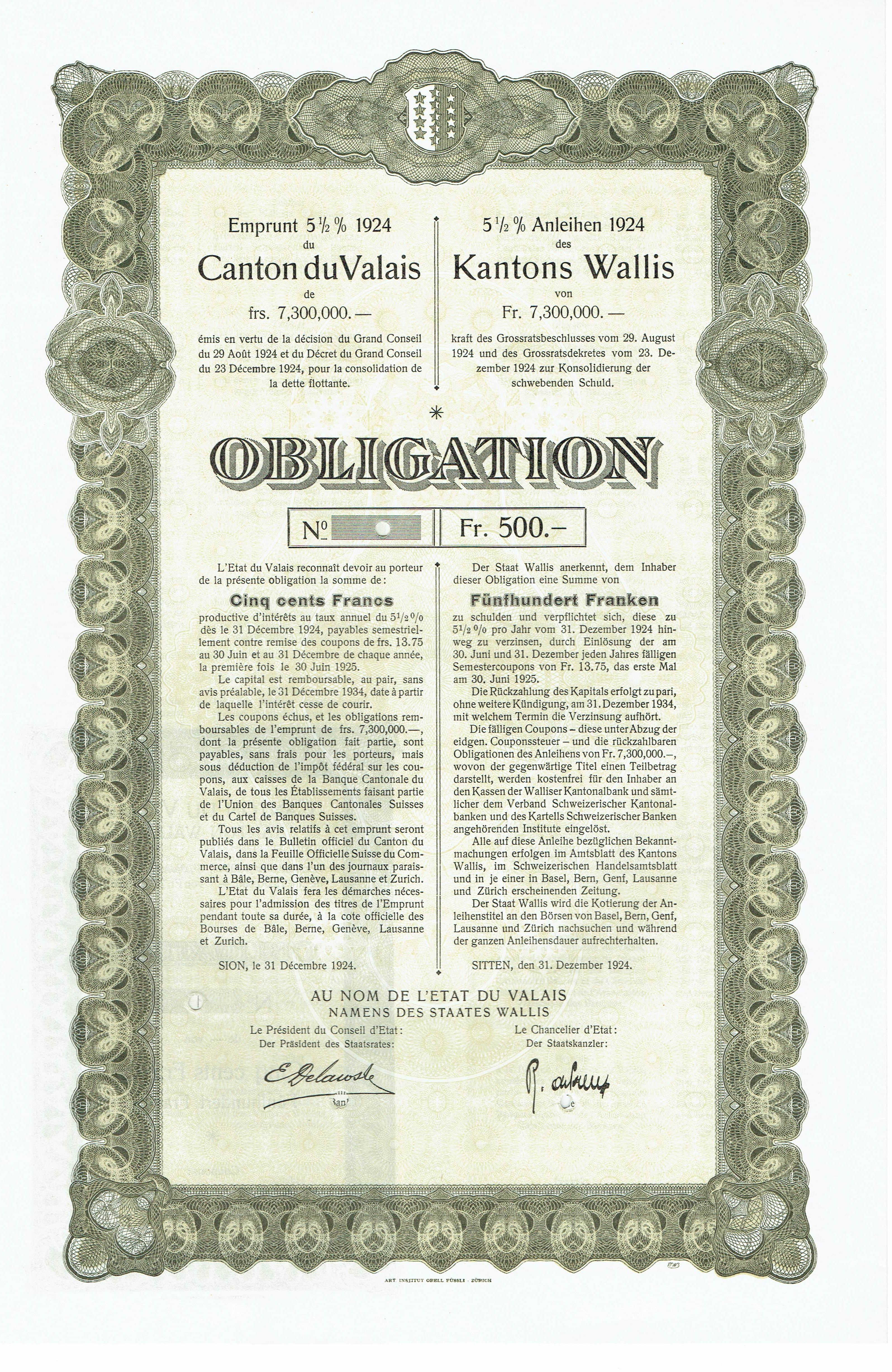
Obligació del cantó del Valais en data del 31 de desembre de 1924

### Prehistòria i Antiguitat
Ocupat des de la Prehistòria, el territori del Valais veu com es desenvolupa una civilització a l'Edat del bronze.
El Valais gal·loromà, situat sobre la important ruta del Coll del Gran Sant Bernat, és pròsper. El cristianisme hi és des del 377 i a Martigny existeix un bisbat l'any 381.

### Edat mitjana
A la caiguda de l'Imperi, la regió passa sota el domini dels Burgundis abans d'ésser integrada a l'imperi carolingi. Quan aquest es disloca, forma part del Borgonya Transjurana, de la qual l'abadia de Saint-Maurice és el centre religiós. L'any 999, el comtat del Valais esdevé propietat del bisbe de Sion, sobre donació de Rodolf III de Borgonya.
Segueix un període d'anarquia favorable a l'aparició del sistema feudal, on el cantó és compartit entre les propietats de la casa de Savoia i les del bisbe de Sion. Al segle XI, és integrat al Sacre Imperi Romanogermànic i les antigues propietats són reemplaçades per moltes senyories feudals. L'any 1375, el senyor de la Tour i, l'any 1420, el de Rarogne, els membres més il·lustres de la noblesa local, s'escampen pels municipis aliats del príncep-bisbe de Sion: és la fi del feudalisme i el començament del patriciat amb la formació d'una elit en el si de les diferents comunitats i una més gran independència d'aquestes últimes. Aquesta elit pren aviat la plaça dels nobles en el si del Consell general, avantpassat de la Dieta. Paral·lelament es desenvolupen els processos de bruixeria del Valais, precursors de la gran caça de bruixes a Europa.
La part alta del territori es va germanitzar per les successives onades d'immigració entre els segles IX i XIV; al mateix temps, la influència dels comtes, després dels ducs, de Savoia augmenta al Baix Valais. El Valais es converteix en un aliat dels cantons suïssos a la fi del segle xiv i la seva frontera es troba a Morge de Conthey. Durant les guerres de Borgonya, i especialment després de la batalla de La Planta el 1475, l'Alt Valais va envair els territoris de Savoia, va annexionar el Baix Valais fins a Massongex i el va organitzar com un país subjecte. Els baix valaisans passen llavors sota l'autoritat del bisbe de Sion, ajudats per un Consell del país que reuneix els diputats de les comunitats locals.

### Època moderna
El 1536, Savoia va perdre el Chablais Valais. El Baix Valais continua sent un súbdit de l'Alt, que veu disminuir el poder del bisbe en benefici dels Patriotes, representants dels súbdits del bisbe, que el 1634 formen una veritable república federal, la República dels Sept Dizens.
No és fins a la Revolució Francesa que el Baix Valais s'emancipa. El Valais va alternativament entre la República Helvètica (1798-1802), la independència teòrica (1802-1810) i la incorporació a l'Imperi francès (1810-1813). A la caiguda de Napoleó I, els Aliats l'empenyen a adherir-se a la Confederació suïssa, de la qual esdevé el vintè cantó el 4 d'agost de 1815.

### Època contemporània
Dividit entre l'Alt germanòfil i el Baix francòfon (majoritària), el Valais és a punt de dividir-se en dos cantons cap a 1840. Membre del Sonderbund (1845-1847). La segona meitat del segle XIX veu el desenvolupament dels transports ferroviaris i viaris i els començaments del turisme.
El començament del segle  XX veu la industrialització del país: química a Monthey i Visp, metal·lúrgia de l'alumini a Chippis i explotació dels recursos hidràulics. A partir de 1950, el turisme de masses es desenvolupa i apareixen moltes estacions d'esquí.
L'any 2018, el cantó procedeix a la segona revisió total de la seva Constitució elegint una Assemblea constituent.